# Kitinen
La Kitinen est une rivière de Finlande en Laponie et un affluent du Kemijoki.

## Géographie
Elle prend sa source aux confins des municipalités de Sodankylä et Kittilä, largement au nord du cercle polaire arctique. Elle est barrée par le grand barrage de Porttipahta, construit en 1970, formant le 2e plus grand lac de barrage de Finlande. L'usine hydroélectrique a une puissance de 38 MW.
La rivière descend ensuite selon un axe globalement N-S, traversant le village de Sodankylä. Elle est rejointe en rive gauche par la Luiro quelques kilomètres à peine avant de se jeter à son tour dans le Kemijoki (rive droite), à quelques kilomètres du village de Pelkosenniemi.

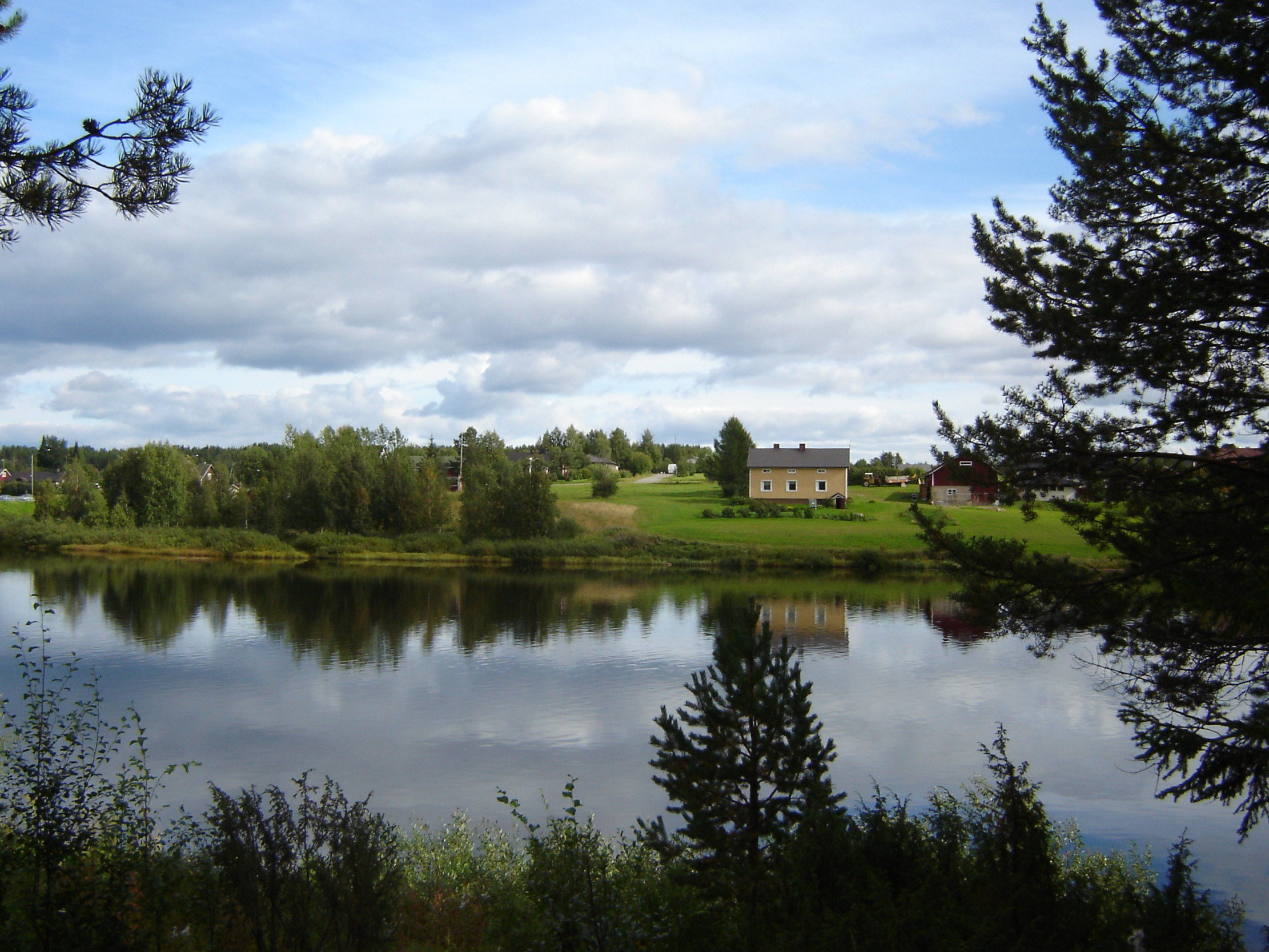
La rivière Kittinen au centre de Sodankylä